# جواد الأسدي
جواد الأسدي مخرج وكاتب ومؤلف مسرحي عراقي ولد في بغداد، حاز عام 2004 على جائزة الأمير كلاوس للمسرح. عمل لمدة 14 عاما مع المسرح الوطني الفلسطيني ولاحقا مع المعهد العلي للفنون المسرحية بدمشق. أخرج العديد من الأعمال المسرحية من أشهرها رأس المملوك جابر عن مسرحية سعد الله ونوس، تقاسيم على العنبر المستوحاة من نصوص لتشيخوف، حمام بغدادي من بطولة فايز قزق ونضال سيجري.

## عنه
جواد الأسدي هو واحد من أشهر المخرجين والممثلين المسرحيين العراقيين. ولد في بغداد عام 1947. تخرج من أكاديمية الفنون الجميلة في بغداد عام 1972. حصل على شهادة Ph.D الدكتورا في صوفيا ، بلغاريا عام 1983. أمضى 25 عامًا في الخارج في العديد من الدول العربية. فرّ الأسدي من «النظام السابق» الذي عاد إليه بعد سقوط هذا النظام ، معتبراً أن الصلح الجديد سيكون أكثر مضيافة. فاجأته الوحشية ، وباني بين الشعب العراقي ، انتقل الأسدي إلى بيروت وأسس مسرح بابل. يعيش الآن ويعمل في بيريطانيا. تُترجم معظم مسرحياته وأعماله الأخرى إلى الإنجليزية والفرنسية والروسية. في عام 2004 ، حصل على جائزة الأمير كلاوس لتكريس عمله في حرية التعبير الثقافي والفكر في كل من العراق وخارجها. وقد كتب العديد من المسرحيات ، من بينها أحدث اثنتين من أشهر أعماله الدرامية: النساء في الحرب وحمام بغدادي.

## الجوائز
- جائزة الإبداع المسرحي، مؤسسة الفكر العربي، 2011
- جائزة الأمير كلاوس (2004)